# Nigtevegt
Nigtevegt é uma cidade dos Países Baixos, na província de Utreque. Nigtevegt pertence ao município de Loenen, e está situada a .
Em 2001, a cidade de Nigtevegt tinha 1284 habitantes. A área urbana da cidade é de 0.21 km², e tem 506 residências.
A área de Nigtevegt, que também inclui as partes periféricas da cidade, bem como a zona rural circundante, tem uma população estimada em 1460 habitantes.